# País (cépage)
Pour les articles homonymes, voir País.
Le país est un cépage de vigne d'origine espagnole répandu au Chili et au Mexique.

## Synonymes
Criolla chica, Listrao, Misión, Mission, Negra Corriente, Negra Peruana, Uva País.